# Petrolândia (Pernambuco)
Petrolândia is een gemeente in de Braziliaanse deelstaat Pernambuco. De gemeente telt 32.568 inwoners (schatting 2009).